# پارک ملی یوشینو-کومانو
پارک ملی یوشینو-کومانو (به لاتین: Yoshino-Kumano National Park) یک پارک ملی و منطقهٔ مسکونی در ژاپن است که در منطقه کانسای واقع شده‌است.